# Line Walker
Série
Line Walker 2: Invisible Spy
(2019)
Pour plus de détails, voir Fiche technique et Distribution.
Line Walker (使徒行者, Shi tu xing zhe) est un film d'action sino-hongkongais réalisé par Jazz Boon (en) et sorti en 2016 à Hong Kong. C'est l'adaptation de la série télévisée du même nom (en), diffusée en 2014 sur TVB.
Il totalise 92,3 millions US$ de recettes au box-office. Sa suite, Line Walker 2: Invisible Spy, sort en 2019.

## Synopsis
L'inspecteur Q (Francis Ng) et l'agent Ding Siu-ka (Charmaine Sheh), les meilleurs membres de la brigade criminelle, enquêtent sur un trafic de drogue qui envahit la ville. Ils reçoivent un message mystérieux d'un agent infiltré surnommé « Blackjack ». La brigade tente alors de le localiser et de l’exfiltrer avant qu'il ne soit trop tard. De son côté, le chef paranoïaque de la mafia Tung Pak-ho (Li Guangjie) soupçonne la présence d'une taupe dans ses hommes. Pendant ce temps, Blue (Nick Cheung) et Shiu Chi-long (Louis Koo) luttent en interne pour devenir les meilleurs hommes de main malgré leur forte amitié.
Après avoir réussi à survivre à une embuscade au Brésil, il devient clair que Blue est « Blackjack » et Shiu Chi-long essaie alors de se protéger en usurpant l'identité de « Blackjack ». Blue est cependant tué par un assassin envoyé par Tung Pak-ho, de même que l'inspecteur Q, tandis que Ding est sauvée par son parrain Foon Hei-gor (Hui Shiu-hung), qui est un agent infiltré se faisant passer pour un légendaire criminel à la retraite qui cherche à revenir dans le monde criminel. Finalement, Foon Hei-gor fait arrêter Tung Pak-ho après l'avoir rosser pour ce qu'il avait fait à sa femme à l'époque de ses débuts de criminel.

## Fiche technique
- Titre original : 使徒行者
- Titre international : Line Walker
- Réalisation : Jazz Boon (en)
- Scénario : Cat Kwan
- Photographie : Kenny Tse
- Montage : Azrael Chung
- Musique : Yusuke Hatano (en)
- Production : Wong Jing et Virginia Lok
- Société de production : Shaw Brothers International Pictures (en), J.Q. Pictures, Media Asia Film, Television Broadcasts Limited, One Cool Film Production, Spring Net Media Huoer Guosi Company, Beijing Oriental Joy Dragon Film & TV Culture Media Company, Flame Pictures Company, Croton Cultural Media Company, Media Asia Distribution (Pékin) Company et Sky Grant Entertainment
- Pays d'origine :  Hong Kong
- Langue originale : cantonais et mandarin
- Format : couleur
- Genre : action,thriller
- Durée : 109 minutes
- Dates de sortie :
  -  Chine,  Hong Kong,  Malaisie et  Singapour : 11 août 2016
  -  Viêt Nam : 12 août 2016
  -  Canada et  États-Unis : 19 août 2016
  -  Taïwan : 14 septembre 2016
  -  Japon : 28 octobre 2017

## Distribution
- Nick Cheung : Blue
- Louis Koo : Shiu Chi-long
- Francis Ng : l'inspecteur Q
- Charmaine Sheh : Ding Siu-ka
- Hui Shiu-hung : Foon Hei-gor
- Li Guangjie : Tung Pak-ho
- Zhang Huiwen (en) : Siu Ying
- Xing Yu : l'assassin (crédité sous le nom de Shi Yanneng)
- Cheng Taishen : Kwok Ming
- Moses Chan (en) : le commissaire de police
- Louis Cheung : l'homme bloquant Blue à la réunion
- Clara Lee : une assassin (créditée sous le nom de Clara)

### Caméos
- Lo Hoi-pang : l'homme à la réunion de l'entreprise
- Bob Lam : le propriétaire de la Ferrari
- Cheng Tse-sing : Lin Dongyou
- Jade Leung (en) : Karina
- Au Siu-wai : Sir Hong
- Rebecca Zhu (en) : l'inspectrice Samantha
- Stefan Wong (en) : un inspecteur
- Grace Wong (en) : une inspectrice
- Hugo Wong : un homme de Shiu Chi-long
- Océane Zhu : une inspectrice
- William Chak (en) : Ng Pak
- Sammi Cheng : une inspectrice